# Artă modernă

Sculptare Modernă

Arta modernă este perioada cuprinsă între impresionism și postmodernism. Caracteristic acestei perioade o reprezintă independența artei față de caracterul realist de care fusese legată. Funcțiile suplinite de fotografie - ceea ce numim astăzi album cu amintiri de familie era suplinit de galerii de tablouri cu persoane apropiate, portrete sau autoportrete - ori de redare a anumitor scene preluate din religie, mitologie sau cotidian sunt inlocuite de explorarea sensului, a relațiilor dintre culori și forme.
Culorile și formele sunt percepute ca entități în sine și nu doar ca un vehicul al realității externe. La fel ca notele muzicale, culorile și formele pot exista în sine, pot produce senzații și pot trezi anumite stări.
Începutul acestei perioade este făcut de impresionism, curent ce refuză să mai polizeze fotografic imaginea redată. Senzația de 'acuarelă peste care s-a vărsat un pahar cu apă' este respinsă la început de lumea artistică. Expresionismul accentuează căutarile; fauvismul propune culori violente, fără prea mare legătură cu realul.
Punctul de turnură îl reprezintă însă mișcarea cubistă, care propune ca formele reprezentate să fie descompuse și apoi recompuse din nou pe pânză. 
Cubiștii susțin că din moment ce modelul are numeroase fațete reprezentarea realist-mecanică (unui model prezentat din profil i se văd doar un ochi și doar o ureche) o reprezentare completă ar fi mult mai onestă. Portretele cubiștilor au o linie de profil aplicată pe o figură văzută frontal. Procedeul generează o iluzie optică interesantă, în care privitorul nu-și poate da seama daca portretul este vizualizat din față sau din profil (conform teoriei cubieste din ambele). Cubismul va genera anumite miscări satelit, cum este și cazul futurismului. Mișcararea nu-și mai propune doar descompunerea și recumpunerea fațetelor unui model, ci descompunerea și recompunerea fazelor unei mișcări.
Pe măsură ce exprimentele avansează apare și curentul artei abstracte, în care legătura cu realul începe să dispară aproape complet. Pictorii abstracți operează cu simboluri ca formele geometrice clasice, săgeți, caroiaje etc. Sunt explorate relațiile dintre forme și culori (Cerc = Albastru, Pătrat=Roșu), dinamism vs. echilibru etc.
Următoarea etapă o reprezintă arta informală (lipsită de formă) care susține că formele geometrice, liniile, săgețile și caroiajele sunt totuși forme recognoscibile. Prin urmare arta trebuie să se debaraseze de ele și să lase culorile libere și pure, aidome sunetelor din operele muzicale. Apar curente ca tașismul, gestualismul etc. în care arta renunță la reprezentare în favoarea senzațiilor cromatice în stare pură.
Sfârșitul acestei perioade este marcat de curentul Pop Art, care propune o întoarcerea la reprezentare. Artiștii pop pictează cu simpatie obiecte familiare precum cutii de supă, ambalaje de băuturi răcoritoare populare sau staruri de cinema.
Postmodernismul - definit ca o arie vastă ce a urmat curentului Pop - va fi o zonă în care curentele artistice sunt amestecate, recuperate și refolosite.